# Campoletis aprilis
Campoletis aprilis är en stekelart som först beskrevs av Henry Lorenz Viereck 1917.  Campoletis aprilis ingår i släktet Campoletis och familjen brokparasitsteklar. Inga underarter finns listade.